# كيفن كلارك (لاعب هوكي الجليد)
كيفن كلارك هو لاعب هوكي الجليد كندي، ولد في 29 ديسمبر 1987 في وينيبيغ في كندا.

## وصلات خارجية
- كيفن كلارك على موقع دوري الهوكي الوطني (الإنجليزية)
- كيفن كلارك على موقع EliteProspects.com (الإنجليزية)
- كيفن كلارك على موقع HockeyDB.com (الإنجليزية)